# Jarkko Hurme
Jarkko Hurme est un footballeur finlandais, né le 4 juin 1986 à Oulu. Il évolue au poste d'arrière droit.

## Palmarès
- AC Oulu
  - Vainqueur de la ligue Ykkönen (D2) en 2009.

- TPS Turku
  - Vainqueur de la Coupe de la Ligue finlandaise en 2012.